# دیان خان
دیان خان (به مغولی: Даян Хаан؛ خط مغولی :ᠪᠠᠲᠤᠮᠥᠩᠭᠡ ᠳᠠᠶᠠᠨ ᠬᠠᠭᠠᠨ Chinese) (نام داده شده: Batumöngke؛ 1464–1517 / 1543) خان مغولی بود که مغول‌ها را بعد از عهد چنگیز خان دو باره متحد کرد. عنوان سلطنتی وی، «دیان»، به معنای «یوان بزرگ» است، زیرا او خود را به عنوان خان بزرگ یوان بزرگ به تخت نشست گرچه سلسله یوان، خانان اصلی امپراتوری مغول، قبلاً کنترل خود را از دست داده بود.
دیان خان و ملکه وی،ماندوخای  ، قدرت قبیله اویرات   را از بین بردند و سیستم تایشی را که توسط جنگ سالاران محلی و جنگ سالاران خارجی استفاده می‌شد، لغو کردند. پیروزی دیان خان در دالان ترگین مغولان را متحد کرد و هویت آنها را به عنوان مردم چیگیزی محکم کرد. تصمیم وی برای تقسیم مغولستان شرقی، حکومت غیرمتمرکز اما با ثبات را برای یک قرن بر مغولستان ایجاد کرد.

## دوران کودکی
گفته شده که دیان پسر بایانمونقکه و بالخو جینقونق در مغولستان بوده. پدر و عموی وی سختی‌های فراوانی را در جنگهای داخلی یوآن شمالی تحمل کردند.

## سلطنت
مندوخای به عنوان یکی از نوادهای مستقیم از قوبلای خان (حدود ۱۲۶۰–۱۲۹۴) دیان خان را به سلطنت دعوت نمود و با لقب «دایان خان» شناخته شد. هنگامی که او نوزده ساله بود، با او ازدواج کرد، مندوخای به عنوان ملکه نفوذ زیادی بر دادگاه و ارتش داشت. آنها محافظان مغول را در منطقه شرقی امپراتوری مغول متحد کردند. اویرات با مهارت نظامی مندوخای شکست خورد و او کنترل دوباره مغولان شرقی را بدست گرفت. دیان خان و ملکه او مندوخایی در سال ۱۴۸۳ ارتش را علیه اسماعیل تایشی رهبری کردند و وی به هامی گریخت و توسط دیگر مسلمانان و ترک و مغول کشته شد. شیکر، مادر دایان خان را بازگرداندند و به او لقب تایخو (شاهزاده سلطنتی) را دادند. با این حال، او به اندازه کافی زندگی نکرد. قدرت امپراتوری توسط اونوبولد که، از نوادهای چنگیز خان، بود حمایت می‌شد.
مهم‌ترین دستاورد این زوج غلبه آنها در مقابل اویرات بود که قبلاً از قرن ۱۴ علیه حکومت امپراطورهای بورژینگ شوریده بودند.

### درگیری‌های اولیه با چین
در حالی که گروه اردوی زرین در سال ۱۴۸۰ قدرت خود را در روسیه از دست داد، حملات مغول به مناطق مرزی چین تحت سلطه مینگ عملاً ثابت ماند. در زمان دایان خان آنها به سطح جدیدی از سازمان دهی رسیدند. دایان خان قصد داشت در ابتدا روابط خوبی با سلسله مینگ چین برقرار کند. فرستادگان وی برای عقد قرارداد تجارت آزاد با هدایا فرستاده شدند، اما یکی از آنها توسط دربار مینگ کشته شد، بنابراین وی یورش‌های نظامی خود را به مینگ چین شروع کرد. دایان خان به عنوان یک حاکم بالغ علاقه ای به پیوستن به سیستم خراج دهی مینگ نداشت.

### ناآرامی‌های جناح راست
هیأتی از سوی تومن‌ها سه جناح راست(اردوس در، تومد و یونقشیوبو) از دایان خان دعوت کردند که به آنها حکومت کند. از آنجا که ایبورای تایشی (معروف به ابراهیم)، یک ماجراجوی اویغوری یا یک جنگ سالار اویرات بر منطقه تسلط داشت، سه تومن به دنبال یک توافق سازگارتر بودند. در یک حمله به یکی از گروه‌های شورشی، ارتش دیان خان برادر کوچک ابراهیم را کشت.
با شکست ایبورای و اسماعیل، دایان و ماندوخای می‌توانستند قدرت آلان، قیپچاق و جنگ سالاران مسلمان حامی را از دربار یوان شمالی در مغولستان بردارند.

### بعداً با سلسله مینگ درگیری می‌شود
از سال ۱۵۱۳ حمله مغول به چین آغاز شد. دایان خان قلعه‌هایی در ژوانهوا و داتونگ ساخت. وی همچنین ۱۵۰۰۰ سواره را در خاک مینگ مستقر کرد. تعداد مغولان وی تا ۷۰ هزار نفر در سالهای ۱۵۱۴ و ۱۵۱۷ به چین حمله کردند. پسران وی مجموعه ای از پایگاه‌های دائمی را در امتداد مرز چین ایجاد کردند که مغولها می‌توانستند مراقب چینی‌ها باشند. باتومونگکه دایان خان بارها و بارها به دنبال روابط تجاری با مینگ بود، اما طرد شدن وی او را بیشتر و بیشتر به سمت جنگ مستقیم سوق داد.
اوج قدرت مغول در سال ۱۵۱۷ بود، زمانی که دایان خان به سمت خود پکن حرکت کرد. اگرچه چینی‌ها مغولان را در یک نبرد بزرگ متوقف کردند، دایان خان و جانشینان وی تهدیدهای چین را تا سال ۱۵۲۶ ادامه دادند. قشون مغول نه تنها در شمال، بلکه در غرب تا آن زمان به سلسله مینگ حمله کردند. امپراتور ژنگده از خاندان مینگ تحت‌الحمایه خود هامی را همزمان در تورفان از دست داد. در سال ۱۵۴۲، دایان خان درست قبل از مرگش نیروهای چینی را شکست داد.
ملت دایان خان و ماندوخای از توندرا سیبری و دریاچه بایکال در شمال، آن سوی گوبی، تا حاشیه رودخانه زرد و جنوب آن به اوردوس کشیده شده بود. این سرزمین‌ها از جنگل‌های منچوریا در شرق گذشته از کوه‌های آلتای و به دامنه‌های آسیای میانه گسترش یافته‌است.

### اصلاحات
او مغولان شرقی را به ۶ تومن (به معنای واقعی کلمه "ده هزار") به ترتیب زیر سازمان داد:
- جناح چپ: خلخا، چهار و اوریانخای
- جناح راست: اردوس، تومند و یونقشیبو

آنها هم به عنوان واحدهای نظامی و هم به عنوان واحدهای اداری قبیله ای عمل می‌کردند. مردم خلخای شمالی و اوریانخان به ترتیب به خلخای جنوبی در مغولستان داخلی و دوئین اوریانگخان از سه گارد وابسته بودند. پس از شورش نافرجام مردم شمال اوریانخای، آنها در سال ۱۵۳۸ تقسیم شدند و بیشتر توسط شمال خلخا ضمیمه شدند. تحت فرمانروایی دایان خان یا جانشینان وی، مغولان شرقی بارگا را مجبور به تسلیم کردند. با این حال، تصمیم او برای تقسیم شش تومنی به پسرانش، یا تایجی‌ها، و تابوننگ‌های محلی، دامادهای تایجی‌ها، یک سیستم غیرمتمرکز از حاکمیت برجیژین ایجاد کرد که صلح داخلی و گسترش ظاهری را برای یک قرن تأمین کرد. علی‌رغم این عدم تمرکز، یک توافق قابل توجه در اشراف دایان خان وجود داشت و جنگ داخلی درون چونگیسید تا زمان سلطنت لیگدن خان (۱۶۰۴–۳۴) نبود.